# Эротическая коматозная ясность
Эротическая коматозная ясность (с англ. — «Eroto-comatose lucidity») — это техника сексуальной магии, наиболее известная благодаря описанию английским писателем и оккультистом Алистером Кроули в 1912 году. Распространённая форма ритуала использует многократную сексуальную стимуляцию (но не приводит к оргазму), чтобы привести человека в состояние между сном и бодрствованием, а также к глубокой усталости, позволяя практикующему общаться со своим богом.

## История
Ритуал был впервые задокументирован Алистером Кроули. Возможно, Кроули не был инициатором обряда и впервые узнал о нём от студентки.
Кроули писал в «De Arte Magica», что эротическая коматозная ясность также называют «силоамским сном», а Ньюкомб отмечал, что этот ритуал существовал ещё до описания Кроули. Он указал, что Паскаль Беверли Рэндольф («возможно, самая важная фигура в развитии современной сексуальной магии») назвал данное ритуальное состояние «сном Сиалама». Рэндольф впервые описал «сон Сиалама» в своей работе 1873 года «Равалетт», но в то время он описывал это как пророческий транс, который случается раз в столетие. В более поздних работах, Рэндольф использовал этот термин как более общую форму ясновидческого сна, используемую для понимания духовных вещей.
Елена Блаватская, возможно, также обучала этой технике, назвав её «Силоамским сном». В 1877 году в своей книге «Разоблачённая Изида» Блаватская писала, что транс должен вызываться с помощью наркотиков, а не сексуального истощения. Позже Блаватская изменила своё понимание обряда, обозначив его как состояние, подобное трансу, вызванному наркотиками, в котором новый посвящённый впервые постигает духовность. Это было описано в энциклопедии Блаватской «Тайная доктрина» 1888 года, где она писала, что ритуальное состояние позволяет индивиду либо общаться с богами, либо спускаться в ад, или совершать духовные действия. Блаватская описывала это состояние как глубокий сон, но Ньюкомб отмечал, что современные ритуалисты погружаются не в сон, а в состояние между сном и бодрствованием.
Сексуальные практики, используемые в духовных целях, не новы: восточные традиции в рамках даосизма и тантризма также включали в себя сексуальные ритуалы.

## Ритуал
Кроули впервые описал этот обряд в трактате под названием «Eroto-Comatose Lucidity». В ритуале, описанном Кроули, участвуют один «ритуалист-провидец» и несколько помощников. Дональд Майкл Крейг советует, что чем более опытны в сексуальном плане помощники, тем лучше работает ритуал, и чтобы помощники были представителями противоположного пола. Религиовед Хью Урбан, однако, приходит к выводу, что для Кроули высшей стадией практики этого ритуала были помощники того же пола, что и исполнитель ритуала.
В первой части ритуала помощники многократно пытаются сексуально возбудить и измотать ритуалиста. При этом ритуалист, как правило, пассивен. Существуют разногласия по поводу того, достаточно ли сексуального возбуждения или в конечном итоге необходимо достичь сексуального оргазма. Кроули утверждал, что оргазма следует избегать. Хотя более поздние практикующие пришли к выводу, что оргазма не нужно избегать, именно так Кроули первоначально сформулировал этот ритуал. Большинство практиков согласны с Кроули в том, что для возбуждения можно использовать любые средства, такие как физическая стимуляция, стимуляция гениталий, психологическая стимуляция, устройства (такие как секс-игрушки) или наркотики (энтеогены, такие как гашиш, марихуана или другие афродизиаки). Помощников должно быть достаточно, чтобы, если один из них устанет, другой мог занять его или её место. Со временем, ритуалист, как правило, погружается в сон из-за усталости.
Во второй части ритуала помощники стремятся приблизиться к духовному пробуждению ритуалиста только с помощью сексуальной стимуляции. Цель состоит не в том, чтобы полностью пробудить, а скорее в том, чтобы подвести к грани бодрствования. Не все авторы согласны с тем, что ритуалист-провидец мог находиться в состоянии между сном и бодрствованием, вместо этого утверждая, что усталость приводила к трансу, или «осознанному сну». Ритуалист не должен быть ни слишком уставшим, ни чувствовать себя слишком неуютно, чтобы быть в состоянии, подобном трансу.
Как только ритуалист достигал состояния, близкого к бодрствованию, сексуальная стимуляция должна быть прекращена. Затем ритуалисту-провидцу разрешалось снова погрузиться в неглубокий сон. Этот шаг повторяется бесконечно, пока ритуалист не достигнет состояния между сном и бодрствованием, в котором может произойти общение с высшей силой. Некоторые говорят, что цель в это время — не «потеряться» в состоянии, подобном трансу, а оставаться в сознании, не влияя на результат. Ритуалист может также проводить духовную работу, находясь в этом состоянии, или стать свидетелем мистических событий. Для ритуалиста, который «телесно чист», как пишет Кроули, усталость может быть необязательна.

### Итоги ритуала
Ритуал мог закончиться одним из двух способов. Участник ритуала может просто погружался в глубокий сон или достигал оргазма, а затем погружался в глубокий и «нерушимый» сон. Джейсон Ньюкомб, однако, пришёл к выводу, что сексуальное истощение, достигаемое при повторном оргазме, также могло привести к ритуальному состоянию и не обязательно заканчивало ритуал. Фратер У.Д., однако, утверждал, что момент оргазма не должен быть упущен и что человек должен стремиться использовать этот момент в духовных или магических целях.
После пробуждения ритуалист-провидец мог, например, записать всё, что он пережил, чему был свидетелем или что ему рассказали. По крайней мере, один автор приходит к выводу, что на протяжении всего обряда следует сосредоточивать внимание на желаемом и что человек не должен отвлекаться от первоначальной цели ритуала.
Кроули также предполагал, что, когда мужчины учавствовали в ритуале, любое семя (или «эликсир») от оргазма должно быть поглощено ритуалистом в виде гостии, а точнее «Cake of Light (англ. Cake of Light)».

## Похожие ритуалы
Подобный ритуал сексуального истощения, описанный Кроули, ведет не к духовному общению, а к своего рода вампиризму. В этом обряде помощники используют только рот, чтобы сексуально истощить ритуалиста, и целью помощников не должно быть оказание помощи ритуалисту, а скорее передача собственной магической силы ритуалиста самим себе. Кроули утверждал, что когда таким образом ритуалист доводится до грани смерти от сексуального истощения, дух ритуалиста порабощается помощниками, и его или её сила передаётся помощникам.
Майкл У. Форд также выступал за альтернативные обряды. Его концепция люциферианства включала в себя идеи Кроули о сексуальном истощении, но он пришёл к выводу, что воля ритуалиста — это то, что посылает дух для установления связи с высшей силой. Форд утверждал, что существует два метода достижения сексуального истощения и вознесения: «Через Лилит» и «Через Каина». Во время ритуала Лилит комната должна быть задрапирована в малиновые и черные тона; должна звучать музыка, которая вызывает мрачные эмоции, содержать песнопения или ужасные звуки; а также в комнате должны висеть изображения Лилит, Лилиту и суккубов. В ритуале Каина и комната, и проводящий ритуал должны быть украшены фетишами Рогатого Бога и символами Каина, а также должна звучать ближневосточная музыка.

## В массовой культуре
Этот ритуал и другие практики сексуальной магии оказали ограниченное влияние: идеи Кроули подхватили группы Killing Joke и Psychic TV.